# 漢尼夫卡 (舊比利斯克區)
49°21′31″N 38°49′40″E / 49.35861°N 38.82778°E
漢尼夫卡（烏克蘭語：Ганнівка）是位於烏克蘭東部的村莊，由盧甘斯克州舊比利斯克區的舊比利斯克市鎮負責管轄。該村處於比拉河畔，始建於1781年，面積0.83平方公里，海拔高度71米，2001年人口211。